# Makundi-Bürstenhaarmaus
Die Makundi-Bürstenhaarmaus (Lophuromys makundii) ist ein kaum erforschtes Nagetier aus der Gattung der Bürstenhaarmäuse (Lophuromys), das in Tansania endemisch ist.

## Merkmale
Die Kopf-Rumpf-Länge der Makundi-Bürstenhaarmaus beträgt 118–134 mm, die Schwanzlänge 59–85 mm, die Ohrenlänge 16,5–20,7 mm, die Hinterfußlänge 21–23 mm und das Körpergewicht 33–58 g. Das Fell ist gesprenkelt und der Schwanz eher kurz. Die Hinterfüße sind deutlich kleiner und der Schwanz länger als bei der Verhagen-Bürstenhaarmaus (Lophuromys verhageni). Die Kopf-Rumpf-Länge ist geringer und die Ohren länger als bei der Dunklen Bürstenhaarmaus (Lophuromys aquilus).

## Systematik
Lophuromys makundii wurde 1987 von Walter Verheyen und Jan Stuick entdeckt. Im Oktober 1987 sammelten die beiden Forscher 20 Typusexemplare. 2007 wurde das Taxon von Verheyen und seinen Kollegen während einer Revision des Lophuromys-flavopunctatus-Artenkomplexes als eigenständige Art, basierend auf Analysen der mtDNA sowie der Schädelmorphologie, erstbeschrieben. Das Artepitheton ehrt Rhodes Makundi, einen Forscher von der Sokoine University of Agriculture in Morogoro, Tansania. Die Art ist monotypisch.

## Verbreitungsgebiet
Die Makundi-Bürstenhaarmaus ist derzeit nur von Gerodom am Mount Hanang in Tansania bekannt.

## Lebensraum
Die Makundi-Bürstenhaarmaus hat vielfältige Lebensraumansprüche und bewohnt sowohl Bergwaldgebiete als auch Ufervegetation, degradierte Wälder, buschiges Gelände und alpine Vegetation. Diese Art wurde bisher nur in einer Höhe von 2.000 bis 3.400 m über dem Meeresspiegel nachgewiesen.

## Lebensweise
Die Lebensweise der Makundi-Bürstenhaarmaus ist derzeit nicht studiert.

## Status
Die Makundi-Bürstenhaarmaus wurde 2019 in der Kategorie „unzureichende Datenlage“ (data deficient) in die IUCN Red List aufgenommen.